# C/2019 Y4 (ATLAS)
C/2019 Y4 (ATLAS) o cometa Atlas és un cometa quasi-parabòlic que va ser descobert pel sondeig astronòmic ATLAS el 28 de desembre de 2019 a Hawaii, que el va fer l'últim cometa descobert aquell any.
Actualment C/2019 Y4 (ATLAS) és el segon cometa més brillant del cel després del cometa C/2017 K2 (Pan-STARRS) i es pot trobar a la constel·lació de l'Ossa Major amb uns binoculars o un telescopi. Se suposa que continuarà augmentant la seva brillantor, i és possible que sigui visible a ull nu entre l'abril i el maig de 2020.

## Descobriment i òrbita

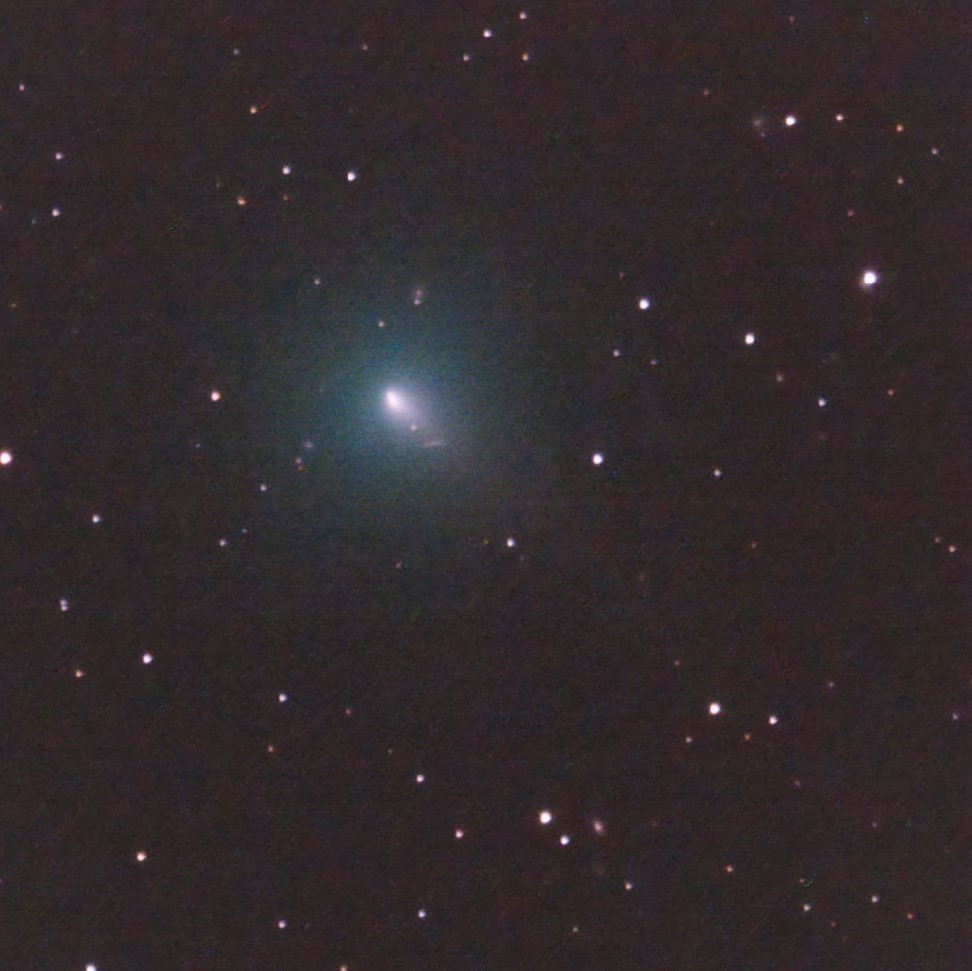
Imatge del cometa el 20 de març de 2020

Es va descobrir a unes imatges CCD presses el 28 de desembre de 2019 amb el telescopi reflector de 0.5 metres a Mauna Loa a Hawaii. Les imatges es van prendre com a part del sondeig ATLAS. Al temps de la descoberta, l'objecte estava a la constel·lació de l'Ossa Major vist des de la Terra. Larry Dennau va ser el primer a identificar l'objecte, posant-lo com a candidat a cometa i alertant la comunitat. Observacions posteriors van identificar la coma del cometa.
Els primers càlculs de l'òrbita es van publicar a la publicació electrònica del Minor Planet Center basats en observacions entre el 28 de desembre de 2019 i el 9 de gener de 2020. Aquests primers càlculs indicaven un període orbital de 4400 anys i un periheli de 0.252946 Unitats Astronòmiques. Es van trobar similituds en elements orbitals de C/2019 Y4 i el Gran cometa de 1844 (C/1844 Y1), suggerint-se que el primer podria ser un fragment del cometa més antic.

Seqüència de 4 fotogrames durant 10 minuts del cometa.

## Localització

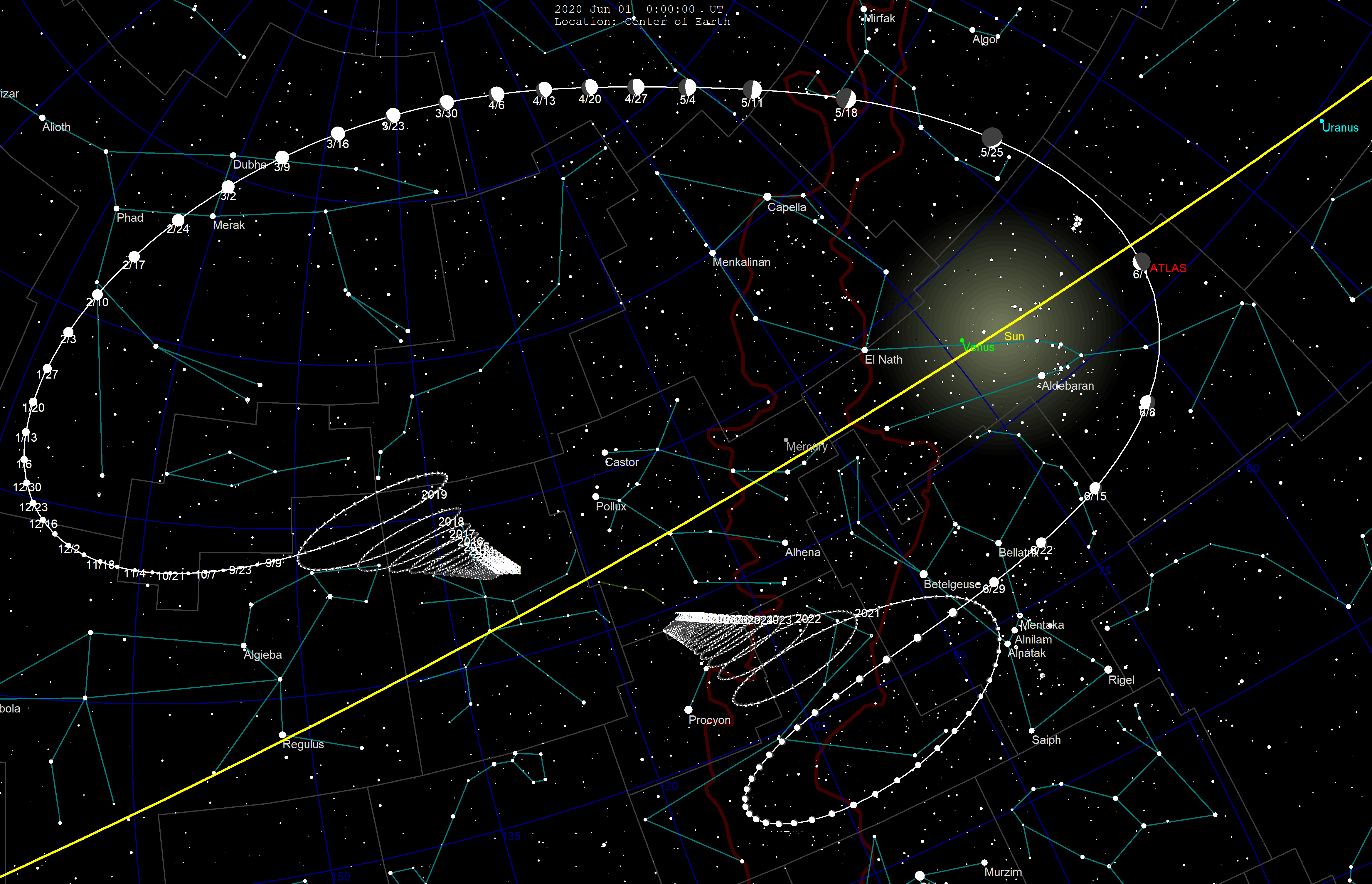
Trajectòria del cometa al cel amb marques cada 7 dies.

Des de gener i fins a març de 2020 la seva localització és la Constel·lació de l'Ossa Major. Durant el mes d'abril el cometa serà visible al nord a la constel·lació de Perseu i la de la Girafa. Durant el seu periheli serà visible a Taure. La seva màxima aproximació a la terra serà el 23 de maig durant una nit de lluna nova.